# Kleopátralepke
A kleopátralepke (Gonepteryx cleopatra) a rovarok (Insecta) osztályának lepkék (Lepidoptera) rendjébe, ezen belül a fehérlepkék (Pieridae) családjába tartozó faj.

## Előfordulása
A kleopátralepke tipikusan dél-európai faj.

## Megjelenése, felépítése
Igen hasonlít közeli rokonára, a citromlepkére (Gonepteryx rhamni), de a hímek szárnyának színén narancsos hintés látható, fonákja pedig világosabb. Nősténye még inkább hasonlít a citromlepkééhez, csak a kleopátralepke kevésbé zöldes árnyalatú.

## Leírás

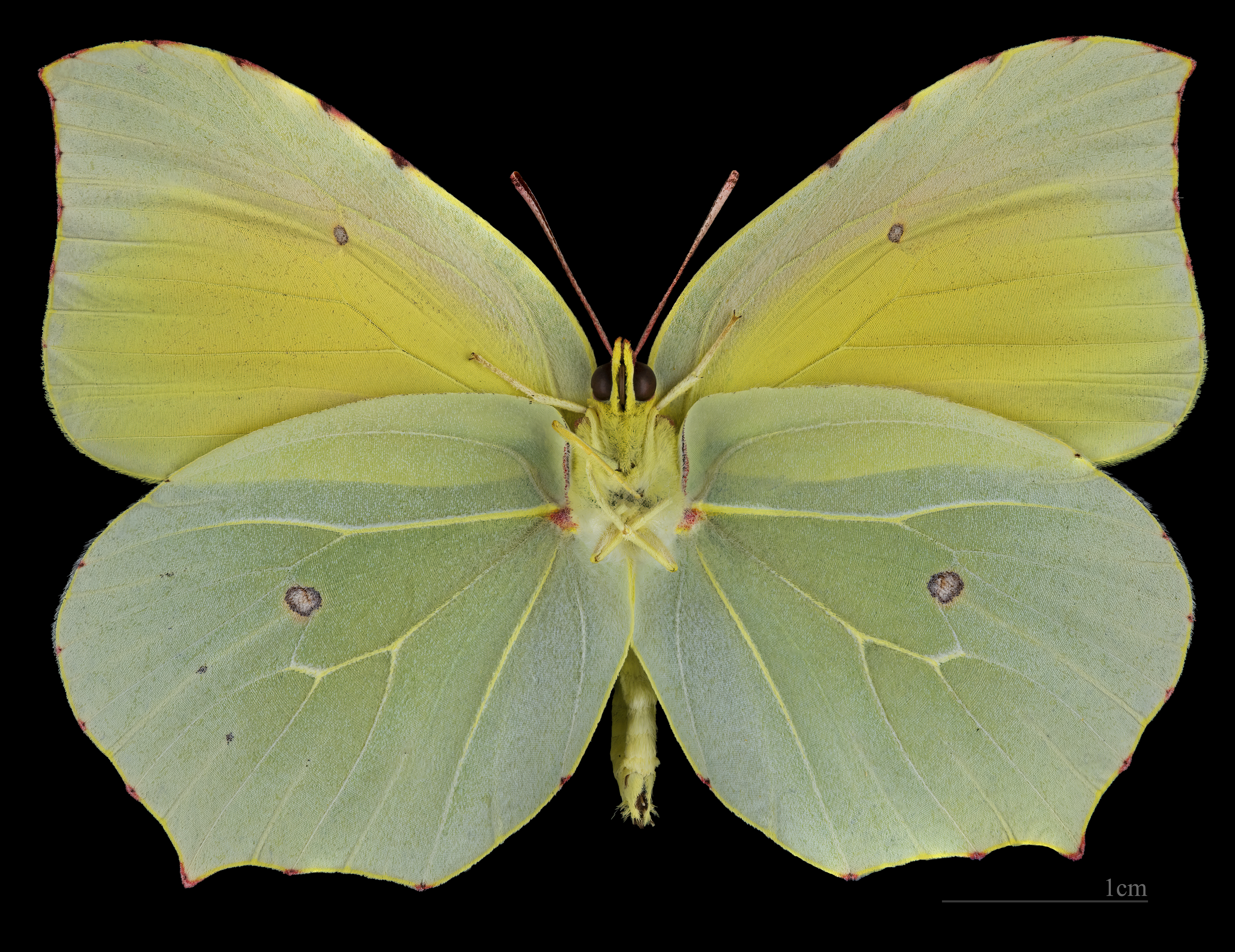
Gonepteryx cleopatra ♂
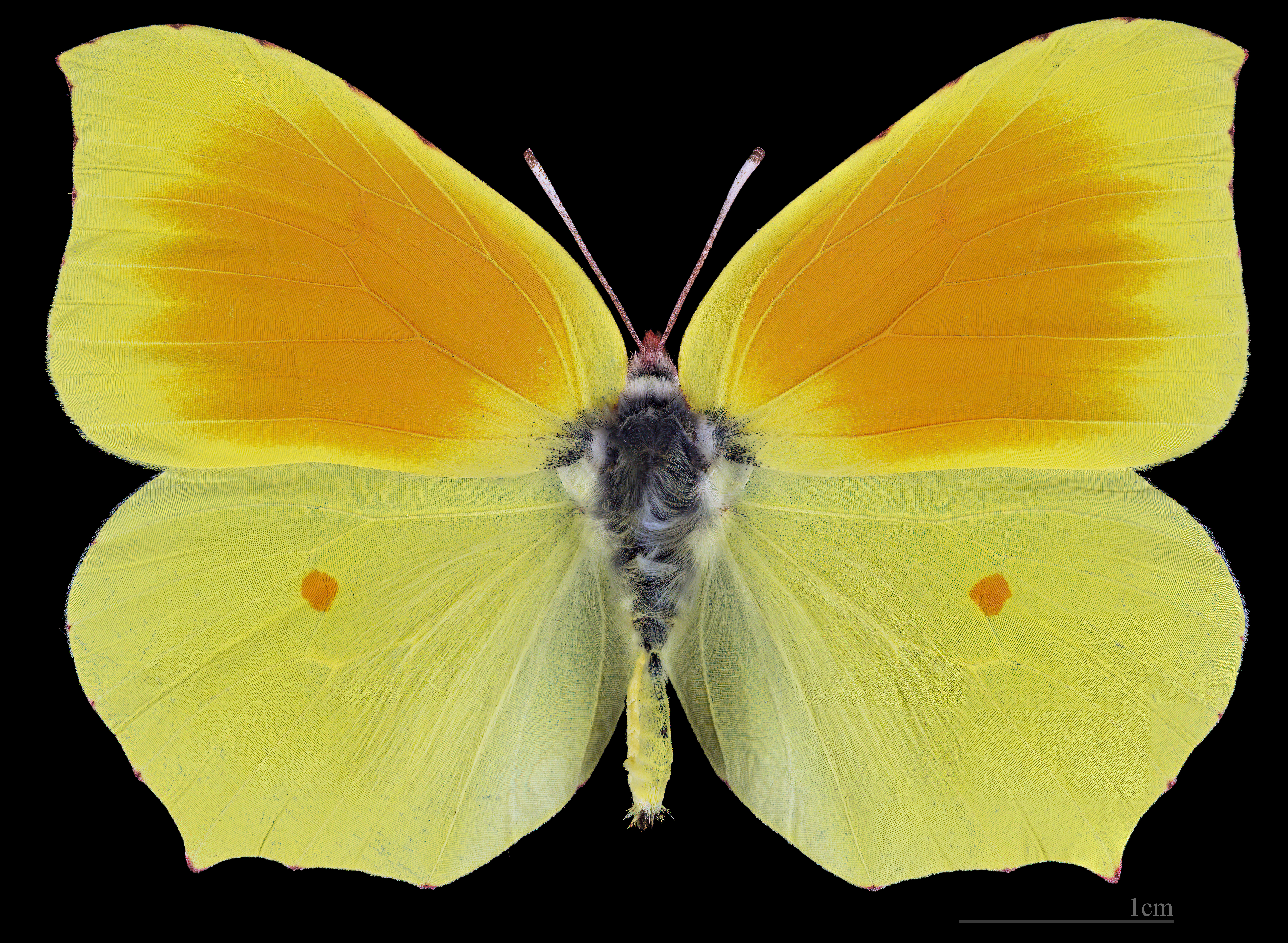
Gonepteryx cleopatra ♂  △

## Életmódja, élőhelye
Ligetes, napfényes erdőkben repül kora tavasszal, illetve májustól augusztusig. Hernyójának tápnövénye a kutyabenge (Frangula alnus).